# Hrvatska demokratska republikanska stranka
Hrvatska demokratska republikanska stranka (HDRS) nastala je 21. listopada 2000. na ujediniteljskom saboru u Zagrebu. Trebala je biti svojevrsna "nadstranka" političkog centra, državotvorno i nacionalno usmjerena, koja se je sastojala od triju stranaka: Stranke hrvatskog proljeća, Nacionalne demokratske stranke i Hrvatske narodne seljačke stranke. Za predsjednika HDRS-a izabran je Joško Kovač (predsjednik Hrvatske narodne seljačke stranke), a za potpredsjednike Goran Dodig (predsjednik Stranke hrvatskog proljeća) i Nikola Štedul (predsjednik Nacionalne demokratske stranke).